# Paula Crespí
Paula Crespí Barriga (L'Hospitalet, 7 de abril de 1998) é uma jogadora de polo aquático espanhola.

## Carreira
Crespí atua como defensora de bóia no CE Mediterrani da Divisão de Honra Feminina e na Seleção Espanhola.
Ela ganhou a medalha de ouro no Campeonato Europeu de Budapeste de 2020 e a medalha de prata nas Copas do Mundo de Budapeste de 2017 e no Campeonato de Gwangju de 2019. Nos Jogos Olímpicos de Verão de 2024, em Paris, conquistou a medalha de ouro no torneio feminino do polo aquático, após vencer confronto na final contra a equipe australiana por 11–9.